# Culinária da Guiné Equatorial

Localização da Guiné Equatorial

A culinária da Guiné Equatorial é uma mistura das cozinhas das tribos nativas da região, bem como da Espanha (sua pátria colonial) e de estados islâmicos como o Marrocos. Sua culinária incorpora carnes de vários tipos, incluindo caça e caça, além de importados. Peixe e frango são pratos comuns. Como pode ser verificado, os pimentões e outras especiarias são populares. Os ingredientes-chave da culinária equatoguiniana vêm de plantas e animais locais, incluindo banana, batata doce, pão de fruta, inhame, cocoyam (conhecido localmente como malanga), amendoim e caracóis.

## Pratos
- Peppersoup, uma sopa da África Ocidental que normalmente inclui pimenta, carnes e noz-moscada
- Sopa de pescado con cacahuete, uma sopa de amendoim com peixe, cebola e tomate
- Ostras das Montanhas Rochosas, que na verdade são testículos de touro cozidos e em geral fritos
- Paella, arroz com açafrão, frutos do mar e vegetais
- Succotash, milho doce com feijão-de-lima ou outras vagens

## Bebidas
Os exemplos incluem Malamba, uma bebida de cana-de-açúcar, e Osang, um chá africano. Cerveja e vinho de palma, uma bebida alcoólica criada a partir da seiva de várias espécies de palmeira, como o Palmyra, e coqueiros, são produzidos localmente.